# Сержи-Понтуаз
Сержи-Понтуаз (фр. Cergy-Pontoise; французское произношение: [sɛʁʒi pɔtwɑz]) — город и агломерация во Франции. Расположен в департаментах Валь-д'Уаз и Ивелин, к северо-западу от Парижа на реке Уазе. Он обязан своим названием двум коммунам, Сержи и Понтуаз. Население составляет 206 654 человека (2017 г.) на площади 84,2 км². Создан в 1970-х, в 2004 году стал агломерационным сообществом.

## Коммуны агломерационного сообщества Сержи-Понтуаз
По состоянию на 2017 год сообщество состоит из тринадцати коммун :
- Буазмон (Валь-д’Уаз)
- Сержи
- Курдиманш
- Эраньи
- Жуи-ле-Мутье
- Морекур
- Менюкур
- Невиль-сюр-Уаз
- Осни
- Понтуаз
- Пьюизё-Понтуаз
- Сент-Уан-Л`Омон
- Вореаль

За исключением Морекура, который находится в департаменте Ивелин, все коммуны входят в состав департамента Валь-д’Уаз.

## Население
Историческое население:
Год	Кол-во	±%
1962 г.	34 050	-
1968 г.	41 576	+ 22,1 %
1975 г.	69 546	+ 67,3 %
1982 г.	102 967	+ 48,1 %
1990 г.	159 168	+ 54,6 %
1999 г.	178 656	+ 12,2 %
2003 г.	183 430	+ 2,7 %
С момента создания новой агломерации население увеличилось в четыре раза за сорок лет. Агломерация — пригород Парижа.

## История
В 1960-е годы, ввиду быстрого развития Парижа и его пригородов, было решено контролировать и уравновешивать его, создав несколько новых городов вокруг столицы.
К северу выбор остановился на окрестностях Понтуаза. Старый город должен был быть объединён в гораздо более крупную единицу, центром которой должен был стать Сержи, в то время не более чем деревня. С 1965 года создание нового города должно было осуществляться в несколько этапов:
•	16 апреля 1969 г .: создание государственного фонда «Государственное учреждение по благоустройству» («Établissement public d’aménagement»).
•	1971: создание Общинного профсоюза по благоустройству.
•	11 августа 1972 года: официальное создание нового города Сержи-Понтуаз, объединяющего пятнадцать коммун (одиннадцать нынешних, а также Буазмон , Буасси-л’Алери , Мери-сюр-Уаз и Пьерле).
•	1983: закон Рокара внес поправки в новые города.
•	1984: Новый союз агломерации заменяет SCA, четыре коммуны покинули структуру (четыре упомянутых выше)
•	31 декабря 2002 г .: завершение миссии и роспуск EPA после завершения строительства нового города.
•	1 января 2004 г .: преобразование Нового союза агломерации в Общину агломерации.
•	2004: Буазмон (Валь-д’Уаз) становится 12-й коммуной Сержи-Понтуаз.

## Общественный транспорт
Автобусные перевозки осуществляются компанией Stivo (ранее StAN).
Железнодорожные перевозки осуществляются как компаниями SNCF, так и RATP. В пределах нового города начинаются две линии RER.

## Экономика
Головной офис Subaru France и Bandai France находится в Сержи-Понтуаз. В городе также базируется инженерная компания SPIE.